# 侯建军
侯建军（1963年1月—），男，汉族，山东平度人，中华人民共和国政治人物，中国共产党党员，第十三届全国人民代表大会云南省代表。曾任云南省高级人民法院院长，现任福建省人民检察院检察长。

## 生平
1983年毕业于西南政法学院法律系法律专业，后进入山东省委政法委工作。2004年4月，任山东省高级人民法院副院长；2009年12月，任山东省高级人民法院副院长、党组副书记（正厅级）；
2018年1月，任云南省高级人民法院院长、党组书记。
2018年，侯建军被选为云南省出席第十三届全国人民代表大会代表。
2023年1月，转任福建省人民检察院检察长。